# Az ükhadsereg (televíziós sorozat)

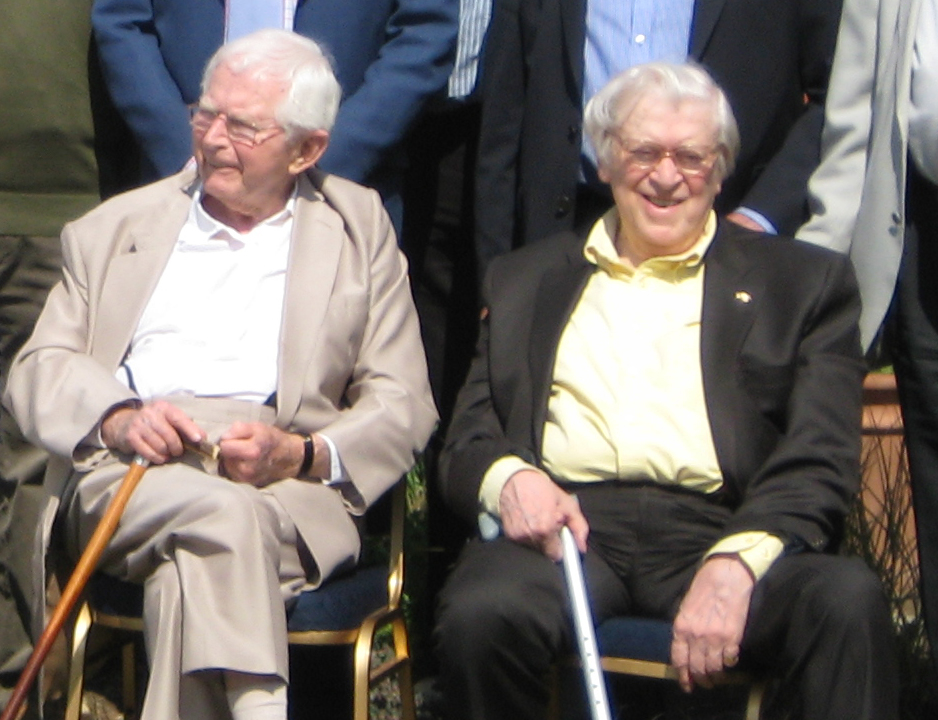
Az írók, David Croft és Jimmy Perry egy Dad's Army előadás alatt a Bressinghami Steam Múzeumban, 2011 májusában.

Az ükhadsereg, eredeti címén Dads’ Army, alternatív címén Papák haptákban, egy brit szituációs komédia, amely az Egyesült-Királyság Honvédőinek életét mutatja be a második világháború idején. A sorozat írói az idehaza a Csengetett, Mylord? című sorozattal ismertté vált Jimmy Perry és David Croft voltak, a sorozatot az anyaországban először 1968 és 1977 között sugározták. Összesen 9 évadot és 80 epizódot élt meg. Ezen kívül készült belőle rádiójáték-változat is az eredeti forgatókönyv felhasználásával, egy egész estés mozifilm és egy színpadi előadás is. A sorozatot világszerte 18 millióan követték figyelemmel és egyes csatornák napjainkban is műsorukra tűzik.
A Honvédők csapata olyan helyi önkéntesekből áll, akik fegyveres katonai szolgálatra alkalmatlanok lennének életkoruk, avagy különleges foglalkozásuk miatt. Az ükhadseregben neves idősebb brit színészek játsszák a főbb szerepeket, mint például Arthur Lowe, John Le Mesurier, Arnold Ridley és John Laurie. Ugyanakkor a fiatalabbak is megtalálhatóak benne: Ian Lavender, Clive Dunn (az idős Jones tizedes szerepében), Frank Williams, James Beck (aki hirtelen távozott az élők közül a széria hatodik szezonjának forgatása alatt 1973-ban) és a Csengetett, Mylord? Wilson kapitányaként ismert Bill Pertwee.
2004-ben, a Dad’s Army a negyedik helyet szerezte meg a közönség szavazatai alapján, a BBC által meghirdetett legjobb angol szituációs komédiák szavazásán. Mellesleg az előkelő 13. pozíciót szerezte meg a 100 leghíresebb brit televíziós műsor közt, melyet az Angol Film Akadémia rendezett 2000-ben, és melyen csak az ipar nagyjai adhatták le vosaikat . A sorozat hatással volt a szigetország popkultúrájára is, annak híressé vált idézetei és szereplői miatt. Humoros módon világított rá az addig feledésbe merült második világháborús védekezés időszakára. A Radio Times magazin szerint Mainwaring parancsnok „Buta fiú!”  frázisát a TV történelem 25 legismertebbje közt tatja számon.

## Eredete
A sorozat munkacíme The Fighting Tigers volt, a Dad’s Army részben a társszerző Jimmy Perry valós  katonai élményein alapul melyeket a Helyi Önkéntes Védelmezők csapatában szerzett meg. Perry 17 évesen lépett be a tizedik Hertfordshire-i zászlóaljhoz. Édesanyja a széltől is óvta, és attól tartott hogy megbetegszik; ezen élményei a sorozatban Frank Pike közlegény karakterében köszönnek vissza. Jones tizedes szerepét egy öregedő tizedesről mintázta, aki gyakran mesélt a Kitchener admirális alatt Szudánban töltött éveiről és a bennszülöttekkel folytatott harcáról.
Perry megírta az első rész forgatókönyvét, melyet akkor adott át David Croftnak, mikor egy Croft által rendezett komédiában mellékszereplőként játszott [Hugh and I], melyben a seftelős baka szerepét eredetileg önmagának szánta (később James Beck kapta a szerepet). Croftot annyira meghatotta a könyv, hogy azt továbbította Michael Millsnek, aki akkoriban a BBC szórakoztató-osztályát vezette. Kezdetekben aggódtak, mert a sorozat nyíltan parodizálja a katonaságot és a honvédőket, ennek ellenére elfogadták forgatókönyvet, és elindították a forgatást.
A Dad's Army című könyvben, Graham McCacain megemlíti, hogy a műsor rengeteget köszönhet Michael Millsnek. Ő adta a sorozatnak a Dad’s Army címet is. Nem tetszett neki a cselekmény helyéül szolgáló Brightsea neve, így megváltoztatta azt Walmingtonra. A Mainwaring, Godfrey és Pike nevek tetszettek neki, de a többiek neveiben változtatást javasolt: így lett Jim Duck közlegényből Frazer, Joe Fish-ből Joe Walker és Jim Jonesból Jack Jones. Ugyanakkor egy skót nemzetiségű szereplőt is javasolt a többiek közé. Jimmy Perry-é volt az alapötlet, de szüksége volt egy tapasztalt szakember tanácsára, aki átlátta az egészet. Mills erre a feladatra David Croftot javasolta, így kezdődött a gyümölcsöző munkakapcsolat.
Mikor a sorozat első részeit a tesztközönségnek megmutatták, hogy előre felmérhessék a sorozat népszerűségét, a közönség nagyjának nem tetszett. A gyártási csapat a kritikus nézői véleményekről szóló jelentést David Croft dossziéjának legaljára süllyesztette, amit csak hónapok múltán vett észre, amikor a sorozat már futott, és megkapta a megérdemelt népszerűséget.

## Alaptörténet
A történet egy kitalált tengerparti városban, Walmingtonban játszódik, Anglia déli partjainál. (A külső jelenetek többségét a Stanfordi Kiképzőközpontban vették fel Thetford közelében, Norfolkban.)  Az első évad részeinek volt egy narrációs felvezetése, melyből kiderül, hogy Mainwaring parancsnok szakasza hogyan szerveződik, és miként szerelik fel őket fából készült fegyverekkel és karszalagokkal, később teljes katonai menetfelszereléssel; a szakasz része volt a királynő saját West Kent-i ezredének.
Mindazonáltal, hogy a műsor többféleképpen utal a második világháborúban való közre nem működésre (a szakasz sosem került aktív bevetésre), a történet folyamán mégis többször összetűzésbe kerül a helyi polgári védelem parancsnokával, Hodges felügyelővel és alkalmanként a helyi templom szolgájával, vagy a szomszédos Eastgate egységgel és annak agilis vezetőjével, Square parancsnokkal. Olykor mégis veszélyes helyzetekben találják magukat, lezuhant német repülősök, egy tengeralattjáró teljes legénysége, ejtőernyők vagy német aknák formájában. A Hiányzó barátok című epizódban egy terroristagyanús személy is feltűnik.
A sorozat humora a társadalmi osztályok közti különbségeken alapul, Mainwaring, aki a helyi bank vezetője, és helyettese, Wilson közt. Jones őrmester rengeteg humoros szállóigét durrogtat, kezdve a „Semmi pánik!”-kal, a „Nem szeretik, ha beléjük áll”-on át a „Szabadna megszólalnom, uram?”-ig, gyakran felemlegeti a „bennszülötteket”. Mainwaring rengeteg epizódban illeti Pike-ot a „Buta fiú” jelzővel. Az első széria sötétebb humorral és szarkazmussal operál, amely a háború korai időszakaira utal, mikor a  Honvédők  még rettentően alul-ellátottak voltak, mégis sikerült csapást mérniük a Wehrmachtra. Például a The Battle of Godfrey’s Cottage című epizódban a szakasz elhiszi, hogy a megszállók már úton vannak. Mainwaring, Godfrey, Frazer és Jones (Godfrey testvéreivel, akiket nem izgat a megszállás) úgy határoznak, hogy a házban maradnak a németek feltartóztatására, ezzel időt nyerve a hadseregnek, hogy az erősítést küldhessen; „Persze ezzel nekünk annyi”, mondja Mainwaring. „Tudjuk, uram”, válaszolja Frazer a feladat elkezdése előtt.

## Szereplők
- George Mainwaring parancsnok (Arthur Lowe): a beképzelt, ám ha a szükség megkívánja, bátor és precíz, hazafias bankigazgató, Mainwaring mindenféle képesítés nélkül, önkényesen, saját magát nevezte ki a városiakból szerveződő önkéntes csapat élére.
- Arthur Wilson őrmester (John Le Mesurier): Az előbbi ellentéte, megszállottan nőbolond, felső-osztálybeli banki alkalmazott, aki rendszeresen megkérdőjelezi Mainwaring döntéseit („Valóban helyes ez, uram?”) Wilson parancsnokként szolgált az I. világháborúban. A Pike családdal él, és Frank Pike apja (ezt az írók is alátámasztották) bár ezen állítás a sorozat alatt sosem derült ki egyértelműen.
- Jack Jones tizedes: (Clive Dunn): a helyi hentesüzlet tulajdonosa, 1870-ben született, így egy igazi veterán harcos, aki már 14 éves korában dobosként szolgált a seregben, a Nílusi Expedícióban 1884–85 között, és katonaként Szudánt is megjárta 1896–98 között, Kitchener vezénylete alatt.
- James Frazer közlegény (John Laurie): Makacs skót temetkezési vállalkozó. A Királyi Tengerészetnél szolgált a jütlandi csatában szakácsként.
- Joe Walker közlegény (James Beck): A seftelős baka, Walker az egyetlen teljesen egészséges, aktív korú tagja a walmingtoni szakasznak. Mindössze sózott marhakonzerv-allergiája miatt nem sorozták be.
- Charles Godfrey közlegény (Arnold Ridley): A szakasz egészségügyi tisztje. Állandóan alváson kapják, vagy épp „ki kell mennie”. A második világháború idején megszállott tiltakozó volt, mégis kitüntették az ott tanúsított hősies cselekedeteiért, melyeket a Honvédők közt is olykor-olykor bemutat.
- Frank Pike közlegény  (Ian Lavender): Az elkényeztetett anyuci kedvence, akit édesanyja a széltől is óv. Állandóan vastag sálat hord az egyenruhájához, hogy ne betegedjen meg. Gyakorta céltáblája Mainwaring gúnyos megjegyzéseinek („Buta fiú!”). Napközben Mainwaringnál dolgozik a bankban mint hivatalsegéd. Gyakran vannak mozifilmes utalásai.
- William Hodges felügyelő  (Bill Pertwee): A polgárőrség parancsnoka, a szakasz fő riválisa és bosszantója. Mainwaring lenézi, mivel csak egy zöldséges. Polgárőrként mindig az utcákat járva a „Lámpákat eloltani!” mondattal riogatja a lakosságot.

Mellékszereplők:
- A lelkész (Frank Williams): A St. Aldhelma templom kiöregedett lelkésze, aki a hadiállapot kihirdetése óta Mainwaring szakaszával kénytelen megosztani a templomcsarnokot és a hozzá tartozó irodát. Ez gyakorta szül nézeteltéréseket kettejük között.
- Maurice Yeatman (Edward Sinclair): A St. Aldhelma templom szolgája, és a cserkészek vezetője. Gyakran ellenséges és barátságtalan a szakasz tagjaival, állandóan a lelkész kegyeit keresi, akinek gyakorta nehezére esik őt elviselnie.
- Mrs. Pike (Janet Davies): Pike közlegény édesanyja és Wilson őrmester szeretője.
- Mrs. Fox (Pamela Cundell): Egy elbűvölő helyi özvegy, akiért Jones nagyon rajong. A hentesüzlet gyakori vendége, olykor a szakasznak is nagy segítségére van.
- Sponge közlegény (Colin Bean): Eredeti hivatása  szerint juhász. Mainwaring második szakaszának parancsnoka, csak néhány epizódban volt látható.

## Sorozat epizódok
A sorozat 80 epizódon és 9 éven át volt adásban, a részek közt megtalálható három, hosszabb hangvételű karácsonyi különkiadás is. Hőskorában a nézettség elérte a 18,5 milliót. Négy kisebb jelenet, az angol Christmas Night with the Stars című műsorban is feltűnt 1968, 1969, 1970 és 1972 karácsonyán.

## Elveszett epizódok
Az első két évad fekete-fehérben került felvételre és adásba is, de a harmadik szériától kezdve átálltak a színes technikára. Ennek ellenére a 3. évad, Room at the Bottom című része csak fekete-fehér kópián maradt fenn, és a DVD változatra is ebben a formájában került rá. Évekkel később az epizódot digitálisan utószínezték, a fekete fehér adáskazetták színjeleit felhasználva, melyet először 2008. december 13-án tekinthettek meg a brit nézők.
A BBC archívumában rengeteg műsor odaveszett (például a régi Ki vagy, Doki? első hat évada egyes részei) a spórolásnak és az anno drága kazetták újrahasznosításának köszönhetően (rávettek az adáskazettára). Ez a lépés a Dad’s Army második évadát is érintette, 2001-ben kettő, addig elveszettnek hitt rész került elő egy tévés dolgozó fészeréből.

## Dad's Army: Az elveszett epizódok (2019)
2018-ban, a UKTV  bejelentette, hogy a három elveszett epizódot újraforgatják az eredeti forgatókönyvek alapján a  Gold csatorna számára. Az epizódokat a Saluting Dad's Army,  a sorozat a Gold csatorna számára  50. éves megemlékezésért is felelős,  Mercury Productions,  illetve annak rendezője Ben Kellett készítette melyek 2019-ben kerültek adásba, az eredeti BBC sugárzás 50. évfordulóján.

## Az 1971-es film
A brit sorozatok fénykorában divat volt mozifilmet készíteni egy befutott szériából, ezt az Ükhadsereg sem kerülhette el. A  megfilmesítést a Columbia Pictures mozivállalat vállalta el, de önkényes változtatásokat hajtottak végre a kész forgatókönyvön, és ezzel sokak ellenszenvét kivívták, így nem lett igazán hű a szériához. A Mavis Pike-ot alakító színésznőt lecserélték Liz Fraserre, és a külső felvételek is Chalfont St. Gilesben készültek Thetford helyett. A változtatásokat a szereplők is nehezen fogadták. A film rendezőjét Norman Cohent (az ő ötlete volt a mozifilm elkészítése) a filmstúdió majdnem kirúgta.
A sorozat szerzőpárosa, Jimmy Perry és David Croft készítette a film eredeti forgatókönyvet, később ezt Cohen kibővítette, hogy sokkal moziszerűbb legyen; a Columbia vezetői pedig belenyúltak a történetbe és a cselekményfolyamba is. Végül a film kétharmada a szakasz megalakulásáról szól — ez készült Perry és Croft segítségével — az utolsó harmadában pedig a szakaszt látjuk bevetésen, amint egy túszmentő akciót hajtanak végre a templomban, ahol három német pilóta tartja fogságban az ott rekedt embereket.
A végeredményben mind a szereplők, mind a Perry–Croft páros csalódott. Perry azon változtatásoknak adott hangot, melyben a sorozat hangulatát próbálták megidézni, kevés sikerrel.
A munkálatok 1970. augusztusa és szeptembere közt zajlottak. A felvételek után a stáb a negyedik évad forgatásával folytatta.
A film premierje 1971. március 12-én volt Londonban. A kritikusok vegyesen vélekedtek a filmről, mégis nagyon jól teljesített a mozipénztáraknál. Később tárgyalások indultak egy lehetséges folytatásról Ükhadsereg – A titkos tengeralattjáró-bázis munkacímmel, ám az végül sosem került tető alá.

### A 2016-os film

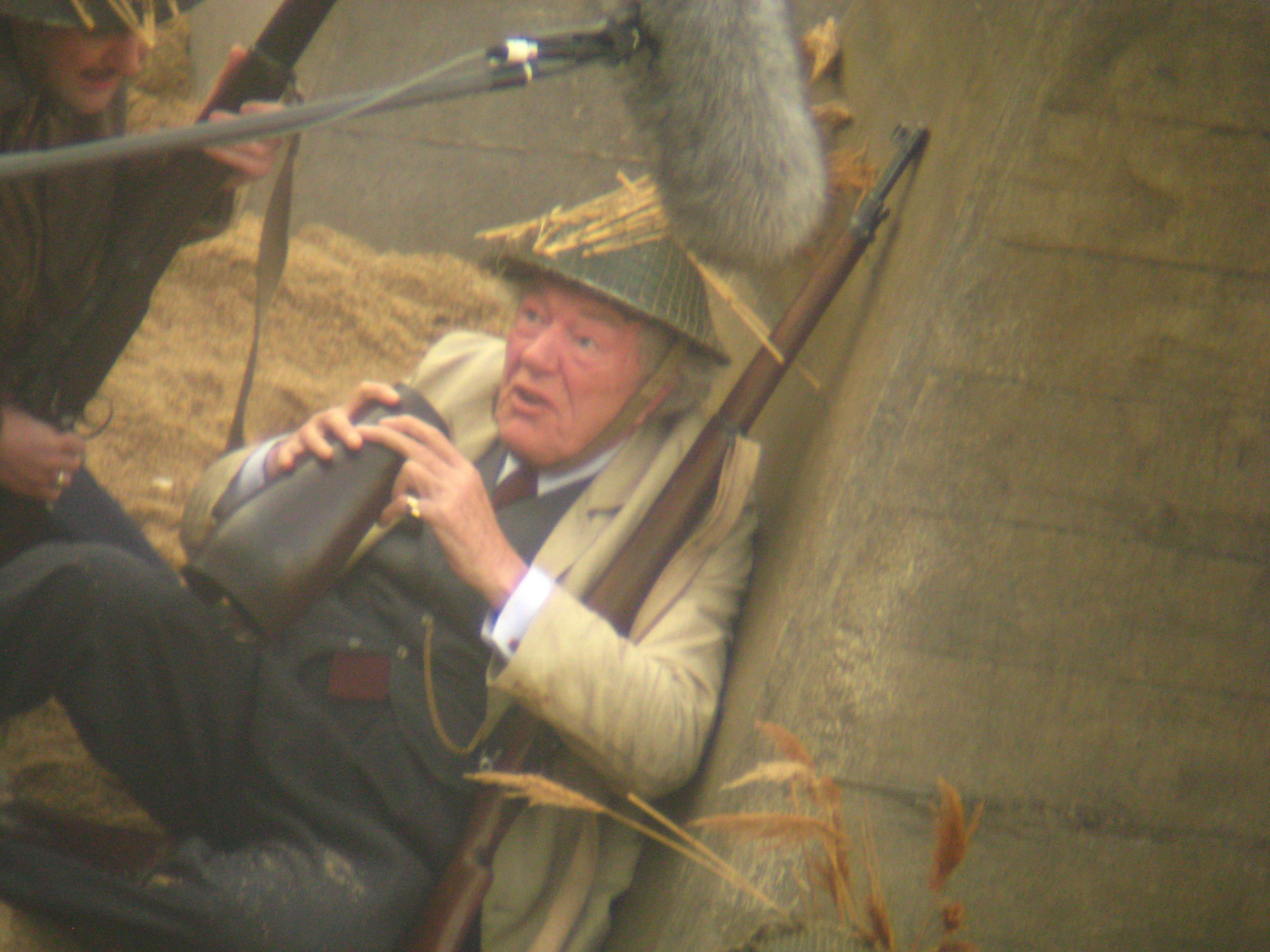
Michael Gambon mint Godfrey közlegény az Ükhadsereg film forgatásán 2014 októberében

2014 áprilisában bejelentésre került, hogy már hosszú ideje  új filmet szeretnének forgatni a sorozat alapján, melynek írója Hamish McColl, rendezője Oliver Parker. A szereplők Toby Jones Mainwaring parancsnok szerepében, és Bill Nighy mint Wilson őrmester.
2014 októberében Jones és Nighy megerősítették a hírt. További szereplők Tom Courtenay Jones őrsvezető, Michael Gambon Godfrey közlegény, Blake Harrison mint Pike közlegény, Daniel Mays Walker közlegény és Bill Paterson Frazer közlegény. Továbbá szerepet kap a filmben Catherine Zeta-Jones, Sarah Lancashire és Mark Gatiss. A forgatás helyszíne Yorkshire.

## A sorozat zenéje
A főcím alatt megszólaló, „Who do you think you are kidding, Mr. Hitler?”  című dal Jimmy Perry ötlete volt, aki a szokásos katonai indulókkal ellentétben valami teljesen eltérőt szeretett volna. Ez az egyetlen olyan dal, amely új szerzemény, és nem korabeli, a sorozatban felcsendülő többi zenei betét mind korhű 1940-es évekbeli dal. Perry saját kezűleg írta a dalszövegét, melyhez a zenét Derek Tavernerrel közösen készítették el. Perry rávette egyik gyerekkori példaképét, a szórakoztatóiparban dolgozó Bud Flanagant, hogy 100 guinea ellenében felénekelje a főcímdalt. Flanagan a felvételt követő évben hunyt el.
A főcím alatt szóló verzió egy kissé megvágott változat az eredetihez képest melyből az időbeli korlátok miatt, kivágták a következő két sort: „So watch out Mr. Hitler, you have met your match in us” / „If you think you can crush us, we’re afraid you’ve missed the bus.” A teljes változat a sorozat DVD kiadásán rejtett extraként szerepel, és a filmben elhangzó további dalokkal együtt CD-n is megjelent.
A főcímdalt a Riverside Stúdióban vették fel, Bud Flanagant egy katonai zenekar kísérte. 
A sorozatban korabeli háborús és katonadalok is felcsendülnek, általában rövid részletként, melyek a cselekményre vagy a jelenetre utalnak.

## Fordítás
- Ez a szócikk részben vagy egészben  a   Dad's_Army című angol Wikipédia-szócikk ezen változatának fordításán alapul.  Az eredeti cikk szerkesztőit annak laptörténete sorolja fel. Ez a jelzés csupán a megfogalmazás eredetét és a szerzői jogokat jelzi, nem szolgál a cikkben szereplő információk forrásmegjelöléseként.